# Новрузова, Нюбар Гулу кызы
Новрузова Нюбар Гулу кызы (род. 8 марта 1958, Нахичевань) — актриса театра и кино, Народная артистка Азербайджанской Республики (2018), персональный пенсионер Президента Азербайджанской Республики (с 2022 года)

## Биография
Нюбар Гулу кызы Новрузова родилась 8 марта 1958 года (по документам 1 марта) в Нахичевани. В 1979 году окончила факультет драматического и киноискусства Азербайджанского государственного института культуры и искусств, где училась у таких педагогов, как Адиль Искендеров, Рза Тахмасиб и Земина Гаджиева. С июля 1980 года начала работать в Азербайджанском государственном театре юного зрителя.
За короткое время она стала одной из ведущих актрис театра, исполняя главные роли в многочисленных спектаклях. Некоторые из её известных ролей
- Агджа — «Кара кыз» (С. С. Ахундов, А. Шаиг)
- Хумар — «Кызаран ууфуклар»
- Лейла — «Сен не үчүн яшыйрсан?» (Имран Касымов, Гасан Сеидбейли)
- Кумру — «Сабах чохдан башланыр» (Рахман Али-заде)
- Назлы — «Әризә» (Али Амирли)
- Бала Довшан — «Чал ойнa» (Искендер Джошгун)
- Бахар — «Ана лайласы» (Искендер Джошгун)
- Женщина — «Унутмага кимсе йок» (Кямал Абдулла)
- Наза — «Мехаббет, шейтан ве ламбада» (Марат Гаквердиев)
- Йетер — «Гаджи Гамбар» (Наджаф бей Везиров)
- Шейтан — «Тохмак Ахмед» (Рауф Ичаришехерли)
- Наза — «Лаягат» (Марат Гаквердиев)
- Наргиля — «Сен хемишә менимлесен» (Ильяс Эфендиев)
- Джаннина — «Мезели хадиса» (Карло Гольдони)
- Сона ханым — «Гаджи Кара» (Мирза Фатали Ахундов)
- Беюкханым — «Айдын» (Дж. Джаббарлы)
- Залха — «Хекаяти-хырс кулдурбасан» (Мирза Фатали Ахундов)
- Ана — «Әләддиннең сехри чырагы» (Н. Казимов)
- Тенбель кыз — «Гойчяк Фатма» (Азербайджанский народный сказ)
- Миссис Саубери — «Оливер Твистин мацералары» (Чарльз Диккенс)
- Кошу — «Виктория» (Кнут Гамсун)
- Сядәф кары — «Әджәл аты» (Вагиф Алиханоглу)
- Сякиня — «Мен сени севарам» (Али Амирли)
- Дая — «Ромео ве Джульетта» (У. Шекспир)
- Хейранса — «Бузовна кендинин әхвалатлары» (Элчин)
- Йелена хала — «Дөрд әкизин нагыли» (П. Панчев)
- Марколфа — «Итальясаягы хошбехтлик» (Дарио Фо, Франка Раме)
- Ана — «Аг өлүм» (Василий Сигарев)

## Награды
- За вклад в развитие театрального искусства Нюбар Новрузова была удостоена звания «Заслуженная артистка» в 1991 году.
- Премия президента Азербайджана: 9 мая 2012 года, 30 апреля 2014 года[3], 6 мая 2015 года[4], 6 мая 2016 года[5], 1 мая 2017 года[6], 9 мая 2018 года[7], 10 мая 2019 года[8], 7 мая 2020 года[9], 7 мая 2021 года[10].
- 10 декабря 2018 года Нюбар Новрузова была удостоена звания «Народная артистка Азербайджанской Республики»[11].
- 10 мая 2022 года за заслуги в развитии культуры Азербайджана ей была назначена персональная пенсия Президента Азербайджанской Республики[12].

## Фильмография
- Вальс для белых лошадей (полнометражный телевизионный спектакль, AzTV)
- Наш праздник (фильм, 2008)
- Джин в микрорайоне (фильм, 1985)
- Пастух (фильм, 2012)
- Дуэль (фильм, 1995)
- Врачи
- Экзамен (фильм, 1987)
- Кома за 0,1 секунды (фильм, 2007)
- Куклы (фильм, 2009)
- Окно печали (фильм, 1986)
- Газельхан (фильм, 1991)
- Золотая пропасть (фильм, 1980)
- Моя вина (фильм, 1985)
- Фотограф и фотограф (фильм, 1995)
- Забытый человек (фильм, 1987)